# CLOCKSS
CLOCKSS (Controlled LOCKSS (Lots of Copies Keep Stuff Safe) è un'infrastruttura tecnologica per l'archiviazione ridondante e distribuita della letteratura scientifica. Le biblioteche coinvolte conferiscono i loro backfile  (archivi digitali) a CLOCKSS pagando una quota annua. CLOCKSS risponde all'ultimo segmento della digital curation dei documenti scientifici digitali cioè la preservation.

## Organizzazione
CLOCKSS è una organizzazione no profit indipendente, finanziata con le quote delle istituzioni aderenti, che garantisce la conservazione nel tempo delle pubblicazioni scientifiche in un "dark archive", ovvero un archivio nascosto non direttamente accessibile al pubblico. L'accesso diventa possibile solo quando le risorse non sono più disponibili presso l'editore (triggered content). In genere le licenze degli editori autorizzano essi stessi (o gli autori) a inviare i contenuti al sistema CLOCKSS. 
L'archivio è distribuito, con tecnologia opensource LOCKSS, in 12 tra le principali biblioteche di ricerca a livello mondiale, che costituiscono i "nodi" di un vasto network internazionale. Queste biblioteche hanno il compito di conservare i backfile delle pubblicazioni e di renderli accessibili solo nei momenti di emergenza, per garantire la sopravvivenza delle informazioni anche a seguito di eventi che possano minare l'integrità di uno o più nodi.

### Italia
Partecipano al progetto le biblioteche delle Università di Bergamo, Brescia, Milano, Napoli Federico II, Padova; la LUISS e il Politecnico di Milano, l'Istituto nazionale di geofisica e vulcanologia di Roma. La biblioteca dell'Università Cattolica di Milano è diventata nel 2010 il primo "nodo" di CLOCKSS nell'Europa continentale. La biblioteca dell'Istituto universitario europeo di Fiesole è stata tra le prime biblioteche aderenti al progetto.